# الدويرة (لمرابطين)
الدويرة هو دُوَّار يقع بجماعة سيدي بوطيب، إقليم بولمان، جهة فاس مكناس في المملكة المغربية. ينتمي الدوّار لمشيخة لمرابطين التي تضم 8 دواوير. يقدر عدد سكانه بـ 277 نسمة حسب الإحصاء الرسمي للسكان والسكنى لسنة 2004.

## روابط خارجية
- البوابة الوطنية للجماعات الترابية
- المندوبية السامية للتخطيط